# 리버풀 FC
리버풀fc은 잉글랜드 머지사이드주 리버풀을 연고지로 하는 프리미어리그 클럽이다.
리버풀은 현재까지 통산 20회의 1부리그 우승을 차지한 바 있으며, 8회의 FA컵 우승, 10회의 리그 컵 우승 그리고 6회의 UEFA 챔피언스리그 우승을 달성한 바 있는데, 이 중 챔피언스리그 우승은 잉글랜드 내에서 역대 최다 우승 기록으로 기록되어 있고 EPL클럽중 유일한 빅이어 영구소장이 가능한 팀이다 
1892년에 창단했으며, 그 후 비약적인 상승세를 보여 1900~1947년도까지 5번의 리그 우승을 거두기도 했었다. 하지만 1950년대에는 주로 2부리그에 머물러 있었고 1959년 빌 샹클리가 감독을 맡기 전까지 리버풀은 1부리그 승격을 하지 못했다.
샹클리가 감독을 맡은 지 두 시즌 만에 리버풀은 다시 1부리그로 승격하게 되었고 또다시 리버풀은 세 번의 리그 우승과 두 번의 FA컵 우승과 한 번의 UEFA컵 우승을 일궈내게 된다. 과거 30년전의 리버풀은 잉글랜드 뿐만 아니라 유럽축구에서 최강의 클럽 중 하나로 군림하였으며, 1977~1984년까지 8 시즌 동안 무려 4번의 챔피언스리그 우승이라는 결과를 만들어 내었다.
1990년대에 약간의 침체기가 있었지만 2001년 UEFA컵 우승을 하였으며, 2005년도에는 5번째 챔피언스리그 우승을 차지해 잉글랜드 축구 클럽으로는 최초이자 유일한 빅이어 영구소장 클럽이 되었다. 특히 1984년과 2001년도에는 세 개의 트로피를 차지한 팀에게 주어지는 트레블의 자격도 있었지만 우승한 대회의 기준에 부합하지 못하여 미니 트레블로 불린다.
리버풀의 홈 유니폼 색깔은 원래 레드 앤 화이트였으나 1960년대에는 올 레드로 바뀌었다. 리버풀의 엠블럼은 창단후 변화가 거의 없었지만 1989년 힐즈브러 참사를 기리기 위해 엠블럼의 좌우에 불꽃을 집어넣어 현재에 이르고 있다.
리버풀은 현재 60,725명을 수용하는 안필드를 홈 경기장으로 사용하고 있으며, 2024년 3월까지 추가로 61,000석 규모로 증축될 예정이다. 리버풀은 광대하고 다양한 팬층을 보유하고 있으며 오랜 전통을 가지고 있다. 몇몇 클럽 등과는 오랜 라이벌 관계를 유지해오고 있으며, 이중에 현재 리버풀의 가장 큰 라이벌이라 볼 수 있는 팀은 맨체스터 유나이티드(노스웨스트 더비)와 이른바 머지사이드 더비라고 불리는 에버턴이 있다.
2010년대 중반까지 한동안 침체기를 겪으며 몰락한 명가라는 소리도 들었지만, 2015년 10월 위르겐 클로프 감독이 부임한 이후 완전히 부활한 모습을 보여주고 있다. 2018-19 시즌에는 14년 만에 통산 6번째 UEFA 챔피언스리그 우승을 차지하였고, 2019-20 시즌에는 30년 만에 프리미어리그 출범 후 첫 우승이자, 통산 19번째 1부리그 우승을 달성하는데 성공하며 새 전성기를 맞고 있다.
현재 감독은 아르너 슬로트이고 주장은 버질 판 데이크, 부주장은 미정, 3주장은 앤드루 로버트슨이다.

## 역사

### 에버턴과 리버풀

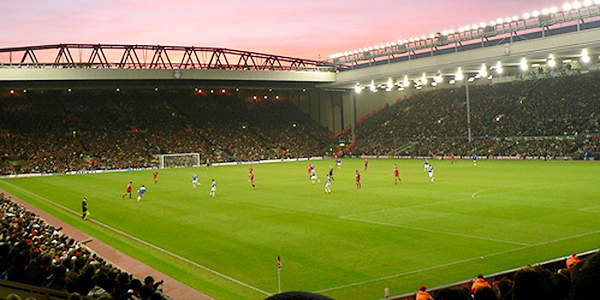
안필드 경기장. 리버풀 축구클럽의 홈 구장이다.

리버풀 축구 클럽의 역사는 1891년으로 거슬러 올라간다. 안필드 경기장의 임대인이었던, 존 호울딩 (John Houlding)은 1891년 안필드구장의 전지분을 매입하고서는 임대료를 연간 100파운드에서 250파운드로 인상시키려는 움직임을 보였다. 다음 해인 1892년, 안필드 경기장에는 존 호울딩에 의해 1892년 3월 15일, 새로운 축구 클럽이 리버풀 시에 탄생하게 되며 8년간 안필드 경기장을 임대해 쓰던 에버턴은 바로 구디슨 파크로 구장을 옮겼다.
존 호울딩은 그의 독자적인 축구 클럽을 신설하기로 하였고, 마침내 1892년 3월 15일 리버풀 축구 클럽이 탄생하게 되었다. 구단의 최초의 이름은 "에버턴 F.C & 애슬레틱 그라운즈"(Everton F.C. and Athletic Grounds, Ltd.), 또는 줄여서 에버턴 애슬레틱이었다. 하지만 잉글랜드 축구 협회가 이미 존재하던 에버턴 팀과 이름이 헷갈릴 수 있다고 이 이름을 기각하였다. 그래서 이름이 리버풀 축구 클럽(Liverpool F.C.)이 되었다.

### 영광과 오랜 좌절
리버풀은 첫 시즌에는 랭커셔 리그에 머물렀으나 우승을 차지하여, 1893–94 시즌에는 당시 2부 리그(Second Division)로 승격되었다. 전승 무패로 그 시즌에서 우승하였고, 바로 1부리그(First Division)로 승격하였다. 그리고 1901년에는 클럽 사상 최초로 리그 챔피언쉽을 거머쥐게 되었고 1906년에도 또 한 번 우승하였다. 1914년에는 처음으로 FA 컵 결승에 올랐으나, 번리에 1-0으로 지고 말았다.

리버풀은 1921-22, 1922-23 두시즌 연속 리그 우승을 차지 하였지만 그 이후 1947년 5번째 리그 우승을 할 때까지 단 한번도 트로피를 들어 올리지 못하게 되었다. 1950년에는 FA컵 결승전까지 오르게 되지만 아스널에게 패하게 되었다. 이후 리버풀은 급격한 하락세를 보이며 1954년 다시 2부리그로 강등되는 수모를 겪었다.

### 전설 빌 섕클리와 밥 페이즐리 그리고 붉은 제국

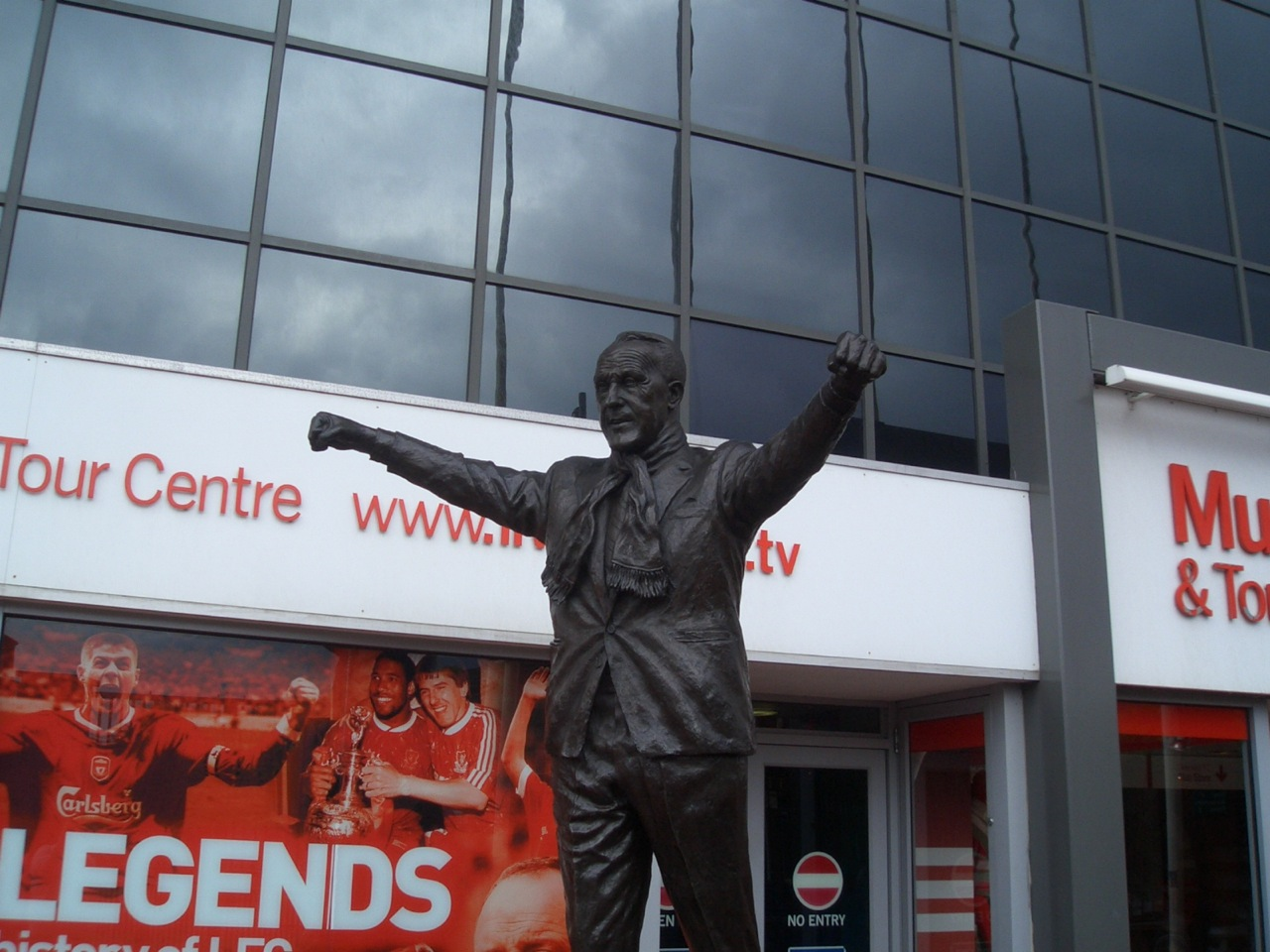
안필드 밖에 있는 빌 섕클리 동상

1959년 빌 섕클리가 감독을 맡을 때까지 리버풀은 1부리그로 승격하지 못했고 섕클리가 처음 감독으로 부임했을 때 그는 무려 24명이나 되는 기존의 선수들을 모조리 방출시키고 팀을 재정비하게 되었다. 그 결과 1961년, 리버풀은 섕클리 감독이 부임한 지 두 시즌 만에 다시 1부리그로 승격하게 되었다. 2부리그로 강등된 이후 7년 만의 일이었다.
1961-62 시즌 다시 1부리그로 올라온 빌 섕클리의 리버풀은 승격후 3시즌만인 1963-64 시즌에 다시 리그 우승을 차지하게 되었다. 리버풀 통산 6번 리그 우승이었으며 1947년 마지막 우승 이후 17년 만의 일이었다. 이듬해 1965년에는 리버풀 통산 첫 FA컵 우승을 차지하였고, 1965-66 시즌에는 다시 한번 리그 우승을 차지하게 되고 UEFA 컵위너스컵 결승에 진출했지만 연장전 끝에 보루시아 도르트문트에 패하며 더블에 실패했다.
1972-73 시즌에는 리그 우승과 동시에 첫 UEFA컵 우승을 거머쥐게 되는데 이 UEFA컵 우승은 리버풀의 첫 번째 더블이 되었다. 이듬해 74년에는 두 번째 FA컵 우승을 차지하지만 이후 빌 섕클리는 명예롭게 은퇴하게 되었고, 어시스턴트 코치인 밥 페이즐리가 새로운 리버풀의 감독이 되었다.
페이즐리 감독은 전 감독인 빌 섕클리보다 더 성공적으로 팀을 이끌었고, 페이즐리가 팀을 맡은 지 두 시즌 만인 1975-76 시즌에 리그와 UEFA컵을 우승, 또 다시 더블을 이끌어내게 되었다. 다음 시즌에는 2연속 리그 우승을 차지하였고, 처음으로 유러피언 컵(챔피언스리그의 전신)우승에도 성공하고 FA컵 결승전에도 진출하여 잉글랜드 축구 사상 최초의 트레블 달성을 목전에 뒀지만 맨체스터 유나이티드에게 패하면서 트레블 달성에 실패하게 되었다.
다음 시즌에 리버풀은 3연속 리그 우승과 2연속 유러피언 컵 우승에 성공해 네 번째 더블을 차지했다. 이 시즌 리그 우승 당시에는 총 42경기에서 16골만을 실점하여 기록을 세웠던 말 그대로 철벽의 수비를 자랑하던 리버풀이었다. 페이즐리 감독은 1973-74시즌부터 1982-83 시즌까지 총 9시즌 동안 리버풀을 이끌었는데 그동안 리버풀이 차지한 우승 트로피는 총 20개였다.(6번 리그 우승, 3번의 유러피언 컵 우승, 한 번의 UEFA컵 우승 그리고 3번의 리그컵 우승, 6번의 채러티 실드 우승, 한 번의 UEFA 슈퍼컵 우승) 그가 감독 재임시절에 들지 못한 트로피는 FA컵 하나뿐이었다. 페이즐리는 1983년 섕클리가 그랬던 것처럼 명예롭게 은퇴를 하였고 그 자리에는 그의 어시스턴트 코치인 조 페이건이 맡게 되었다.

### 에젤 참사
과거 1960년대에서 1980년대까지 리버풀의 코칭 스태프들이 작전 구상을 하고 또 진이라고 하는 술을 팔기도 했었던 안필드 붓 룸에서 성공적인 감독들이 많이 나왔다. 조 페이건 감독 또한 섕클리와 페이즐리 감독이 해낸 것을 물려받아 첫 시즌인 83 - 84시즌에 리그와 리그 컵, 유로피언 컵을 우승을 석권하게 되었다. 트레블이라 불릴 수도 있겠지만 리그 컵은 FA컵에 비해 권위가 떨어지는 대회라 여겼기 때문에 사실상 트레블이라 불리지 못했다.
1984-85 시즌에는 리그 우승은 못했지만 유러피언 컵 결승에 또다시 진출해 통산 5번째 우승에 도전하게 되었다. 1985년 유러피언컵 결승에서의 리버풀의 상대는 이탈리아의 명문클럽 유벤투스였다. 벨기에의 에젤에서 열린 이 결승전에서 킥오프가 되기 전부터 이미 재앙은 시작되고 있었다. 양팀 서포터들이 서로를 향해 이것저것 던지고 있었고 그것이 심화되어 리버풀 훌리건들이 양팀 서포터들을 분리시켜놓은 펜스를 넘어 유벤투스 서포터들을 마구 공격하였다. 성난 리버풀 훌리건들에게 겁을 먹은 유벤투스 서포터들은 코너쪽의 벽으로 도망갔고 일부는 벽을 타고 경기장 밖으로 도망치려 했으나 벽이 낡고 오래되어 무게를 이기지 못해 그대로 무너져 버려 39명이 사망하고, 600여 명이 부상을 입는 대참사가 발생하게 되었다.
이에 개의치 않고 경기는 지속 되었으며 리버풀은 결국 유벤투스에게 패하게 되었다. 결국 경기에서 져 우승도 놓치고 응원문화에 있어서도 비극을 불러 일으키게 된 셈이었다. 이 비극적 사건에 대해서 UEFA가 직접 나서 '잉글랜드의 모든 클럽은 향후 5년간 모든 유럽대회에 참가할 수 없으며, 비극을 일으킨 장본인인 리버풀에 대해서만 10년으로 늘린다'는 내용의 중징계가 발표되었다. 하지만 이후 6년으로 줄게 되었다. 그리고 그날 난동을 일으킨 리버풀 훌리건들 중 14명은 학살 혐의로  6년 징역형이 선고되어 직무 유기죄로 기소된 조앙 마티외 경관과 함께 유죄가 선고되었고, 페이건 감독은 대참사 후 사임을 하게 되었다.

### 고난과 극복
페이건의 사임후 리버풀의 감독직은 당시 리버풀의 스트라이커였던 케니 달글리시가 선수겸 감독으로 리버풀을 맡게 되었다. 그가 선수겸 감독을 맡을동안 리버풀은 주위의 우려에도 불구하고 85 - 86시즌 더블을 포함해 세 번의 리그 우승과 두 번의 FA컵 우승을 하게 되었다. 하지만 이런 역경속에서의 우승은 곧 힐스보로 참사라는 또 다른 참사에 의해 파묻히게 되었다.

### 힐스브로 참사
1989년 4월 15일, 리버풀은 FA컵 준결승전에 진출해 노팅엄 포레스트와 결승진출을 놓고 한판승부를 벌이게 되었다. 준결승전이 열리는 장소는 중립 경기장인 힐스버러 스타디움(셰필드 웬즈데이의 홈구장)였다. 리버풀 원정 팬들이 너무나 많이 몰려오는 바람에 뒷쪽의 리버풀 팬들이 앞쪽에 이미 많은 팬들이 들어차 있는지도 모르고 앞쪽의 팬들을 계속 밀었고(이 당시에는 모든 구장들이 거의 입석이었음)이에 지나치게 붐비는 것을 우려한 앞쪽의 일부 팬들이 펜스를 타고 오르고 있었다. 지나치게 많은 사람들이 펜스 쪽으로 몰렸고 결국 펜스가 무너져버려 당시에만 94명이 숨지고 750여명이 부상을 당했다. 경기는 중단이 되었고 경기장은 아수라장이 되었다. 4일 후에 부상자중 소년 한명이 사망해 총 사망자수는 95명이 되었고, 4년후 의식 불명 상태에 있던 한 남자가 사망해 결국 사망자는 총 96명이 되었다.
이후 이 사건에 대해 당시 현장에 있었던 경찰들과 안전요원들에 대한 문제, 힐스보로 경기장에 대한 안전성 문제가 도마위에 올랐고 당시 잉글랜드와 웨일스의 수석 재판관이었던 피터 테일러라는 재판관이 이번 사건의 원인중 하나가 '경찰의 통제 실패와 힐스보로의 입석형태에 따라 관중이 많이 몰렸다'라고 판단하여 앞으로 반드시 상위권 리그 팀들은 홈경기장을 모두 좌석제로 개조해야 한다는 주된 내용의 골자를 다룬 이른바 테일러 리포트가 발표되기에 이른다. 달글리시는 1990년에 선수로서 은퇴하고 감독직에 전념하지만 이듬해인 1991년 사임을 하게 되는데 아마도 이 힐스보로 참사가 간접적인 이유라고 보고 있다. 이렇게 달글리시가 사임한 뒤에는 그레임 수네스가 리버풀의 새 감독이 되었다.

### 침체기
수네스는 1992년도에 리버풀에게 5번째 FA컵을 안겨주지만 과거 감독들에 비해 별다른 성공을 거두지 못하고 물러나게 되고 이후에는 과거 빌 섕클리 시절부터 쭉 코치생활을 해왔던 로이 에반스가 드디어 감독에 오르게 되었다. 하지만 에반스도 95년도 리그 컵 우승밖에는 리버풀에 별다른 트로피를 갖다주지 못했고 급기야 1998-99 시즌에는 프랑스 출신의 제라르 울리에와 함께 공동 감독직(co-manager)으로 밀려나게 되었다. 제라르 울리에는 비영어권 출신 감독으로서는 처음이었다. (존 맥케나는 아일랜드 출신이었지만 아일랜드는 영어권 국가이다.)
하지만 공동 감독직도 얼마 못가 1998년 11월 로이 에반스가 물러나게 되고 결국 울리에 감독 1인 체제로 리버풀을 이끌어 나갔다. 그가 단독으로 감독이 된 지 두 시즌 만인 2000-01 시즌 리버풀은 FA컵, 리그 컵, UEFA컵 우승을 석권해 형식적으로는 트레블 같았지만 1983-84 시즌처럼 우승 대회의 기준에 맞지 않아 트레블로 인정받지 못하게 되었다. 제라르 울리에 감독은 수네스와 에반스와는 달리 예전 감독들처럼 성공하는 듯해 보였지만 곧바로 다음 시즌에 심장 수술이라는 위기가 찾아오게 되었고 그 시즌에는 아스널에 이어 2위로 마감하게 되었다. 건강이 안 좋았던 것치고는 성적이 괜찮았지만 그 다음 시즌부터는 계속 기대에 못 미치는 성적으로 팬들을 실망시키게 되었고 결국 2004-05 시즌에 리버풀의 감독은 스페인 출신의 라파엘 베니테스로 바뀌게 되었다.

### 베니테스 시대
베니테스 감독이 부임한 첫 시즌에는 리그에서 지역 라이벌인 에버턴에 밀려 5위로 마감해 다음 시즌 챔피언스리그 진출도 못하게 되어 많은 비난을 받기도 했지만, 2005 UEFA 챔피언스리그 결승전에 진출해 21년 만에 이탈리아의 강호인 AC 밀란을 꺾고 우승을 차지하는 이른바 이스탄불의 기적을 일궈내어 팬들의 비난을 불식시켰다.
원칙적으로 리버풀은 리그에서 5위를 차지해 다음 시즌 챔피언스리그에 진출할 수 없었지만, UEFA는 디펜딩 챔피언이 다음 챔피언스리그에 참여할 수 있다는 규정 하에 차기 시즌에도 챔피언스리그에 진출할 수 있게 되었다. 위와 비슷한 경우는 1999-2000 시즌의 리그를 5위로 마감한 뒤 UEFA 챔피언스리그 1999-2000의 우승을 차지한 레알 마드리드 CF가 있었다. 그러나 차기 시즌에 조별 1라운드에서 시작한 레알 마드리드 CF의 경우와는 다르게 리버풀은 차기 시즌에 예선 1라운드부터 참가하였다.
2005-06 시즌에는 웨스트 햄 유나이티드를 꺾고 7번째 FA컵 우승을 차지하였다. 다음 시즌인 2006-07 시즌에는 미국인인 조지 질레트와 톰 힉스가 팀을 인수하였다.
2006-07 시즌 리버풀은 다시 챔피언스리그 결승에 진출해 2005년과 똑같이 AC 밀란을 상대하게 되지만 이번엔 패하게 되었다.
2007-08 시즌을 거쳐 2008-09시즌에는 당시 맨체스터 유나이티드 FC, 아스널 FC, 첼시 FC 등 당시 빅4에 속한 강팀들과의 경기에서 4승 2무라는 좋은 성적을 거두었지만 약팀과의 경기에서 무승부가 속출해 아쉽게 19년만의 우승 기회를 놓치고 준우승에 그쳤고 2009-10 시즌에는 7위로 챔피언스리그 진출에 실패하였다.

### 암흑기
2011-12 시즌은 지난 시즌 로이 호지슨 감독이 경질된 후 남은기간 동안 임시 감독으로 활동하였던 리버풀의 레전드 케니 달글리시가 정식 감독이 되면서 팬들이 많은 기대를 하였다. 칼링컵에서 우승을 하며 5년의 무관 세월은 끝을 냈지만 리그 성적이 좋지 못하여 기대에 부응하지는 못하였다. 시즌 초중반 많은 무승부를 기록하며 상위권에서 점점 멀어지게 되었으며 19라운드 이후 큰 부진에 빠졌으며 약팀들에게도 많이 지면서 비난을 사게 되었다.
그리고 2004-05 시즌 이후 7년 만에 지역 라이벌인 에버턴 FC에게 리그 순위에서 밀리는 굴욕을 맛보기도 하였다. 이번 시즌은 8위로 마감을 하였다.(에버턴은 7위) 리그 성적은 좋지 않지만 FA컵은 결승까지 진출하였다. 결승에서 만난 첼시 FC에게 패배를 하면서 준우승을 하였다. 결국 케니 달글리시 감독은 리버풀의 정식 감독이 된지 1시즌 만에 성적 부진으로 2012년 5월 17일자로 리버풀에서 경질되었다. 그 후 브랜든 로저스가 감독으로 취임했다.
스완지 시티 AFC에 스페인식 패싱 축구를 입힌 브랜든 로저스가 감독으로 취임한 이후 리버풀은 첫 시즌 동안 개선된 경기력을 보여주었지만, 여전히 수비력에 문제를 보여주었고, 시즌을 7위로 마감하였다. 그러나 2013-14 시즌, 루이스 알베르토 수아레스와 다니엘 스터리지, 그리고 라힘 스털링의 'SSS라인'이 화끈한 공격력을 과시하며 잉글리시 프리미어리그 출범 이후 리버풀의 최초 우승에까지 다가갔으나, 우승의 9부 능선이었던 첼시 FC 전에서 주장 스티븐 제라드의 결정적인 실수로 패배하게 되었다. 이때 제라드는 넘어지면서 뎀바 바에게 골을 허용했고 이로 인해 리버풀은 우승에 좌절하게 된다. 비록 우승에는 실패했지만, 당초 목표였던 챔피언스리그 진출에는 여유롭게 성공했으며, 지난 시즌보다 더욱 개선된 경기력을 보여주었기에 팬들의 기대를 한몸에 받게 된다.
그러나, 2014년 FIFA 월드컵에서 상대 선수의 어깨를 깨무는 돌발 행동을 한 리버풀의 핵심 선수 루이스 알베르토 수아레스가 FC 바르셀로나로, 다닐 아게르가 브뢴뷔 IF로 이적하게 되고, 수아레즈를 대체하기 위해 영입한 파비오 보리니(선덜랜드에서 임대 복귀), 마리오 발로텔리, 리키 램버트 모두 좋지 못한 모습을 보여주었고, 사우샘프턴에서 영입해온 아담 랄라나와 데얀 로브렌 모두 좋지 못한 폼을 보여주었다. 또한 지난 2013-14 시즌 수아레즈와 환상의 콤비를 이루며 득점 2위를 수성한 다니엘 스터리지는 부상으로 장기 결장하게 되며, 2014-15 시즌 초 중하위권 언저리까지 떨어지는 좋지 못한 모습을 보여주었다. 하지만 마마두 사코-마르틴 스크르텔-엠레 칸의 스리백 전술과, 라힘 스털링 제로톱 전술이 자리를 잡으면서 챔피언스리그 진출권 차지에 대한 희망을 남겼으나, 챔피언스리그 진출의 마지막 희망이던 첼시 FC 전에서 1-1로 무승부를 거두면서, 사실상 챔피언스리그 진출에 좌절하게 되었다. 결국 17년동안 팀에 헌신한 스티븐 제라드의 마지막 안필드 고별전이었던 크리스털 팰리스 전에서 1-3 역전패를 거두고, 리버풀 고별전이었던 스토크 시티 원정에서 1-6으로 대패함으로써, 로저스에 대한 경질 여론은 날로 커져만 갔다.
2015-16 시즌 전, 리버풀은 크리스티안 벤테케, 대니 잉스, 나다니엘 클라인, 호베르투 피르미누, 제임스 밀너, 조 고메스, 아담 보그단 등을 영입하며 새 시즌에 대한 기대를 키워나갔고, 개막 이후 스토크 시티, AFC 본머스, 아스널 FC를 상대한 세 경기에서 전 경기 클린시트와 2승 1무라는 좋은 성적을 거두면서 이에 화답하는 듯 했지만, 이후 벌어진 웨스트 햄 유나이티드 FC 전과 맨체스터 유나이티드 FC와의 경기에서 여섯 골을 내주고 크게 패하며 브랜든 로저스 감독에 대한 경질 여론이 날로 커져만 갔고, 애스턴 빌라 FC와의 경기에서 밀너의 데뷔골과 스터리지의 멀티골로 숨을 돌리나 싶었지만, 에버턴 FC와의 경기에서 대니 잉스의 선제골로 1-0으로 앞서갔으나 수비수 엠레 잔의 결정적인 실수로 무승부를 거두게 되고, 결국 브랜든 로저스 감독은 경질되었다.

### 위르겐 클로프 시대
리버풀은 로저스의 경질 이후, 후임자로 마인츠 05와 보루시아 도르트문트에서 뛰어난 지도력을 보여주었던 위르겐 클로프를 2015년 10월 9일 감독으로 선임하였다. 10월 17일 열린 클로프 체제에서의 첫 경기인 토트넘 원정에서 0-0 무승부를 거두었다. 이후 31일엔 첼시를 상대로 3-1 승리를 거두었으며 11월 22일엔 맨체스터 시티에 4-1 승리를 거두었다. 그러나 시즌 중간에 들어온 클로프는 리빌딩을 하지 못하는 상황이었고, 결국 팀은 클로프의 고유전술인 게겐프레싱에 잘 적응하지 못하고 8위에 머문다.
허나 그는 UEFA 유로파리그에서 모두를 놀라게 만들었다. 16강에서는 오랜 라이벌 맨체스터 유나이티드를 1차전 2대0 승리, 2차전에서도 필리페 쿠티뉴의 영리한 플레이로 1대1 무승부를 거두며 8강까지 진출하더니, 8강 클로프의 친정팀인 도르트문트를 상대로도 1차전 원정에서 1대1 무승부를 거두었다. 2차전에서는 3대1로 끌려가던 경기를 4대3으로 뒤집는 이른바 '안필드 극장'을 만들어내며 준결승까지 진출하게 된다. 준결승에서는 비야레알 FC를 상대로해서 총합 스코어 3대1로 여유롭게 결승전에 올라갔으나 결승전에서 세비야 FC에게 1:3으로 패배해 아쉽게 준우승에 머물렀다.
2015-16 시즌이 끝나자 클로프는 곧바로 팀을 갈아엎기 시작하였고, 벤테케, 발로텔리 등 부진했던 공격자원들과 스크르텔, 콜로 투레 등 정들었던 선수들도 팀을 떠나게 되었다. 지난 시즌에 꾸준히 문제가 되던 골키퍼는 카리우스와 마닝거 영입으로 해결하였으며 마팁, 마네, 클라반, 바이날둠, 그루이치 등이 합류하였다. 그 결과, 2016-17 시즌에는 이전의 문제점을 보완하여 리그 4위까지 오르며 UEFA 챔피언스리그 티켓을 따내는데 성공하였다.
2017-18 시즌이 되면서 클로프는 AS 로마에서 활약하던 이집트 출신의 공격수 모하메드 살라를 영입하였고, 기존의 사디오 마네, 호베르투 피르미누와 시너지 효과를 일으키면서 팀의 공격력을 증강시켰으며, 2018년도 겨울 이적시장에서는 팀의 수비불안을 해소하기 위해 네덜란드 국가대표 수비수 버질 판 데이크를 영입을 함으로써 수비를 강화하였다. 이러한 새 얼굴들의 활약과 클로프의 지도력이 합쳐져 결국 팀은 챔피언스리그 결승전까지 진출하게 되지만, 결승전에서 레알 마드리드에 1:3으로 패하면서 준우승에 머무른다.
2018-19 시즌을 앞두고 AS 모나코의 파비뉴를 시작으로 라이프치히의 미드필더 나뷔 케이타, AS 로마의 골키퍼 알리송, 스토크 시티의 공격수 제르단 샤키리 등을 영입하며 새 시즌을 위한 전력을 보강하였고, 클로프 감독의 지도력에 이전보다 한층 강력해진 스쿼드까지 더 해져 결국 리그 2위까지 올라섰다. 더불어 챔피언스리그 4강에서는 FC 바르셀로나를 상대로 합계 스코어 4:3으로 역전승을 거두며 이른바 '안필드의 기적'을 일으켰고, 결국 UEFA 챔피언스 리그 결승에서 토트넘 홋스퍼를 2:0으로 꺾으며 14년 만에 6번째 빅 이어를 들어올렸다.
2019-20 시즌에는 전력 보강보다는 기존의 전력을 유지하는데 중점을 두었고, 2019년 UEFA 슈퍼컵과 FIFA 클럽 월드컵에서 연달아 우승컵을 거머쥐었다. 그리고 지난 시즌 리그 2위의 아쉬움을 덜어내고 마침내 리버풀 서포터들의 간절한 염원이던 30년 만에 프리미어 리그 첫 우승이자, 1부 리그 통산 19번째 우승까지 달성하며 위르겐 클로프는 리버풀의 새 전성기를 이끌어가고 있다.
2021-22 시즌에는 잉글랜드 자국 컵 대회인 리그 컵과 FA 컵 우승을 차례로 달성하였고, 이후 2022년 FA 커뮤니티 실드 우승까지 차지하면서 클로프는 리버풀 역사상 최초로 메이저 대회를 모두 제패한 감독에 올라서게 되었다.
2024년 1월 26일, 클로프는 2023-24 시즌을 끝으로 리버풀의 감독직에서 스스로 물러날 것이라고 발표했다. 이후 2024년 풋볼 리그 컵 우승을 다시 한번 달성하였으며, 2024년 5월 20일 안필드에서의 고별전을 끝으로 리버풀과의 약 9년 간의 동행에 마침표를 찍었다.

### 아르너 슬로트 시대
2024년 5월 21일, 클로프와의 아름다운 작별 이후 리버풀은 페예노르트 로테르담에서 활약했던 아르너 슬로트 감독 선임을 발표하였다. 

## 유니폼과 엠블럼
리버풀의 홈 유니폼은 전통적으로 레드 앤 화이트였지만 1960년대 중반에 올 레드로 바뀌었다. 하지만 초창기 시절에는 계속 빨간색을 사용해 왔던 것은 아니었는데 에버턴이 안필드를 떠나고 리버풀이 창단 되고나서 두 시즌 동안은 홈 유니폼 저지를 에버턴과 똑같은 블루 앤 화이트색을 사용했었고 당시에는 에버턴 팀이 입었던 것과 거의 똑같았었다. 1894 - 95시즌부터 리버풀은 빨간색을 택했고 1901년에는 리버풀 시의 상징인 리버 버드 모양을 엠블럼에 집어넣었다. 향후 60년간 리버풀의 홈 유니폼은 빨간색 상의에 흰색 하의였다. 양말은 빨간색에서 검은색, 검은색에서 흰색, 흰색에서 다시 빨간색으로 바뀌었다.
1964년, 당시 감독이었던 빌 섕클리는 안데를레흐트전에 처음으로 유니폼을 빨간색으로 통일시키고 경기에 나설것을 결심한다. 당시 리버풀 선수였던 이안 세인트존은 그의 자서전에서 이렇게 회상하고 있다.
| “ | 그는 그 색깔 계획안이 강한 심리적 충격을 가져다 줄 거라고 생각했어요 - 빨간색은 위험하고 힘이 있는 색깔이었죠. 그가 어느날 드레싱 룸으로 들어와서 로니 예츠에게 빨간색 하의 한 벌을 던져 주었어요. 그는 "이거 한번 입어보고 어떤지 좀 보자" 라고 했어요. "크리스트, 로니, 멋져 보이는군. 놀라워. 키가 7ft 정도는 돼 보이는군.""감독님, 왜 전부 다 돌리지 않은 거죠?" 나는, "왜 우리는 빨간 양말을 신지 않는 거죠? 모두 빨간색으로 하고 나가요."라고 제안했어요. 섕클리는 찬성했고 상징적인 유니폼이 탄생했죠. | ” |

리버풀의 원정 유니폼은 전통적으로 흰색 상의에 검은색 하의이거나 모두 노란색이기도 했었다. 그러나 1987년, 상·하의 모두 회색의 유니폼이 소개되었고, 1991 - 92시즌까지 사용되었다. 가끔 녹색 상의와 흰색 하의 유니폼도 입었었다. 1990년대에 금색과 짙은 감색, 밝은 노란색, 검은색과 회색, 베이지색 등등 여러 가지 색상 조합이 있었고 2009년에 이르기까지 회색 유니폼과 노란색, 흰색 유니폼을 번갈아가며 사용하고 있다. 현재 리버풀의 유니폼은 [뉴발란스]가 디자인 하고 있으며 과거 85년부터 96년까지 리버풀 유니폼을 디자인 하기도 했었다. 다른 회사들은 엄브로가 85년까지였고 리복이 96년부터 10년 동안 리버풀의 유니폼을 제작한 바 있다. 제3의 유니폼인 청록색 상의와 검은색 하의는 원래 챔피언스리그 원정 경기를 위해 제작되었다. 하지만 현재 자국에서 벌어지는 경기는 거의 빨간색과 회색 유니폼을 입고 있다.
한편 유니폼에 기업 스폰서를 새겨넣은 팀은 리버풀이 최초였다. 1979년, 히타치와 계약을 맺은 뒤, 크라운 페인트와 캔디 그리고 칼스버그가 뒤를 이었다. 특히 칼스버그와는 1992년 처음 계약을 맺고 2010년까지 이어져 왔고 지금은 영국의 은행인 스탠다드차타드 은행과 스폰서 계약을 맺고 있다. 현재 리버풀의 엠블럼은 방패안에 시의 상징 리버 버드가 있는 것을 기초로 하고 있으며 방패위에는 섕클리 게이츠에 써 있는 리버풀의 유명한 응원가인 You'll Never Walk Alone문구가 표현되어 있다. 또한 양쪽의 불꽃은 안필드 밖에 있는 힐스보로 참사 기념비에 있는 성화를 표현한 것이며, 그 타오르는 성화는 힐스보로 참사때 사망한 이들을 기리기 위한 것이다.

## 경기장

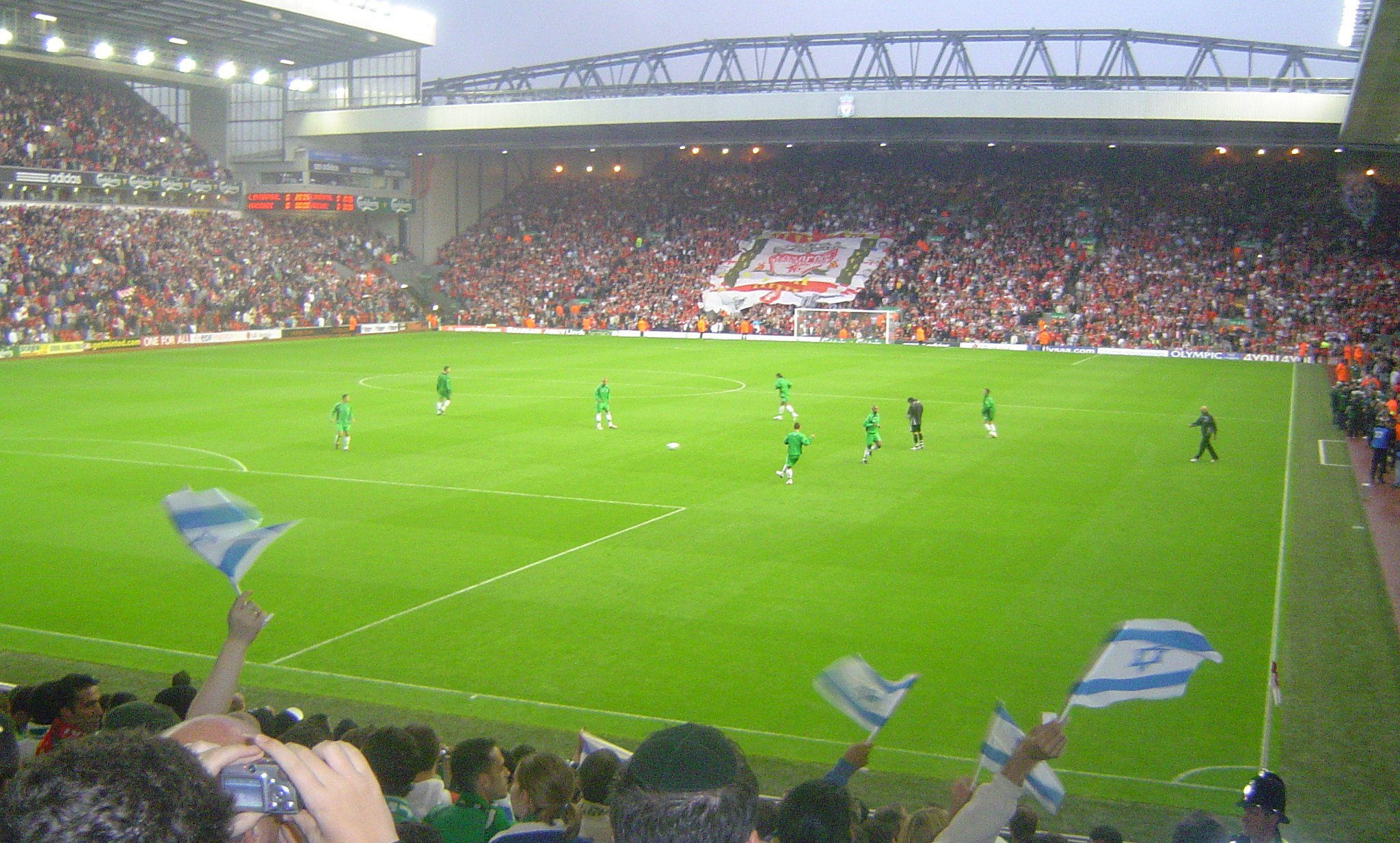
2006년 8월에 열린 마카비 하이파와의 경기. 1994년에 재개조한 이후의 스피온 콥 스탠드의 모습이다.

안필드 스타디움은 1884년 영국 리버풀 스탠리 파크 근처에 지어졌다. 당시에는 에버턴 축구 클럽이 사용하였다. 1892년 경기장 임대료 문제 때문에 에버턴 축구 클럽은 안필드 경기장을 떠났다. 안필드 구장의 소유주였던 존 호울딩이 새로이 팀을 창단했는데, 그것이 바로 리버풀 축구 클럽이다. 당시에는 안필드 수용규모가 2만 명 정도였지만, 리버풀 팀 창단후 첫 안필드 홈 경기에서 들어온 관중수는 고작 100명이었다.

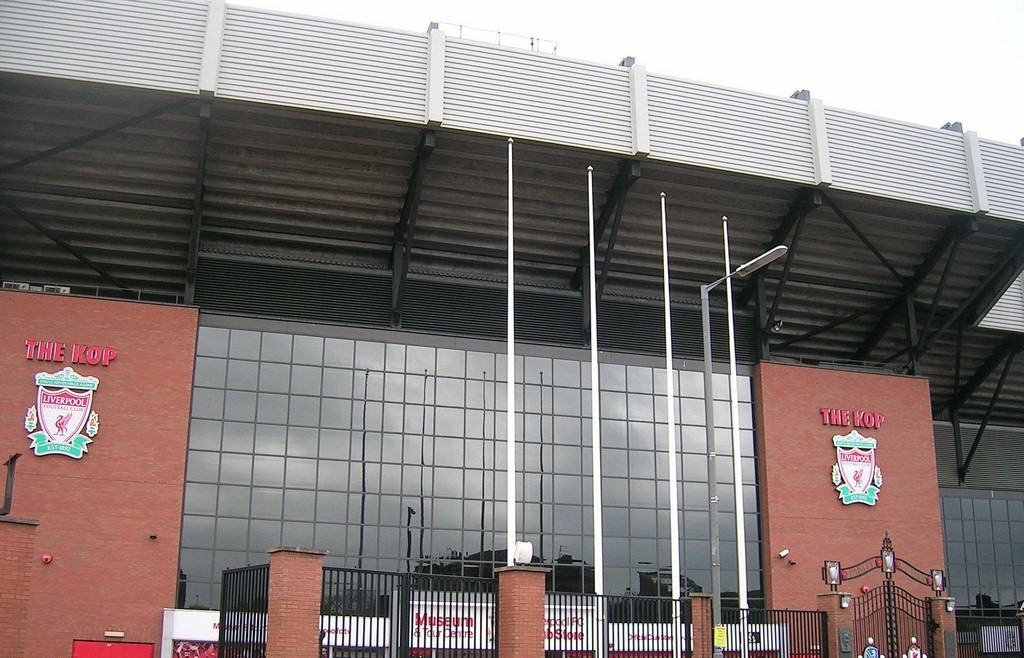
스피온 콥 스탠드의 밖이다.

1906년, 경기장 한 쪽의 스탠드가 공식적으로 스피온 콥(Spion Kop)이라는 명칭이 붙여지게 되었다. 이 스피온 콥은 원래 남아프리카 공화국의 지역 명칭이기도 한데 제2차 보어 전쟁당시 스피온 콥 전투에서 랭커셔 연대소속 약 300여명의 군인들이 그곳에서 전사하였는데 그중에 많은 수가 리버풀 출신자들이었다. 스피온 콥 스탠드가 가장 컸을 때는 무려 3만 명을 수용할 수 있었고, 이는 단일 스탠드 로서는 세계에서 가장 큰 스탠드중 하나였다. 많은 잉글랜드 경기장들이 특정 스탠드 이름을 스피온 콥이라고 지었지만, 안필드의 스피온 콥은 당시 영국에서 가장 큰 스탠드였고, 심지어 안필드의 축구장 규모보다 더 많은 수의 서포터들을 수용할 수 있었다. 이후 스피온 콥 스탠드는 힐스보로 참사 이후 안전 문제와 테일러 리포트로 인해 수용규모 축소를 검토하게 되었다. 1994년 안필드는 모든 좌석제 개조를 마치게 되며, 스피온 콥 스탠드는 12,390명 규모로 줄게 되었다.
안필드 로드 스탠드는 스피온 콥 스탠드의 맞은편 골대 뒤쪽에 위치하고 있으며, 원정 팀 서포터가 자리하고 있는 스탠드이다. 1998년에 재개조하여 2008년 수용규모는 9,074명이고, 안필드 스탠드 로드는 안필드에서 가장 최신의 스탠드이다. 이 두 스탠드 사이에 12,227명 규모의 메인 스탠드(TV 카메라가 있는 쪽)가 있고, 그 반대편에는 11,762명 규모의 센테너리 스탠드가 있다. 메인 스탠드는 안필드에서 가장 오래된 스탠드이며, 1973년 재개조 이후 거의 손댄 적이 없는 스탠드이다. 메인 스탠드에는 선수 대기석과 감독석등이 있다. 센테너리 스탠드는 과거에는 켐린 로드 스탠드로 알려졌었으나 구단 창단 후 100년째인 1992년에 재개조하여 센테너리 스탠드로 이름이 바뀌었다. 당시 켐린 로드 스탠드는 철거되었고 주소에도 존재하지 않게 되었다. 2016년 총 경기장 수용 인원은 5만 4074명이며, UEFA 경기장 등급에서 4성급 등급을 받았다.

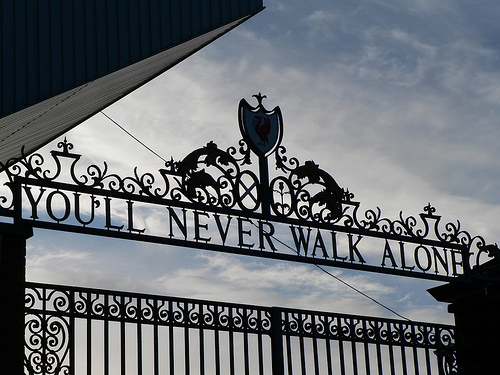
섕클리 게이트

2004년 7월 30일, 리버풀 시 의회는 안필드로부터 약 270m 거리에 위치해 있는 스탠리 파크에 6만 명 수용규모의 새 구장 건립계획안을 승인하게 되고 또한 2006년 9월 8일, 리버풀 시의회는 리버풀이 그 대지를 999년간 임대하는 것을 승인하였다. 2007년 2월, 조지 질레트와 탐 힉스가 구단을 인수한 이후, 새 구장 건설은 재설계가 되었다. 2007년 11월, 새 구장 재설계가 시 의회로부터 동의를 얻게 되었고, 2008년 6월부터 공사를 시작하게 되었다. 미국의 건설업체인 HKS, inc가 2011년 완공을 예상으로 새 구장을 건설하고 있었으나, 경제 상황등의 여파로 개장 시기가 늦춰지고 있던 중에 2012년 10월, 새로운 계획을 수립하여 기존의 홈 구장인 안필드를 활용하는 방안으로 선회하였다. 이를 위해 구장 인근의 주택 90채를 철거하고, 1억 5천만 파운드의 액수를 투자해 안필드를 확장하고 있다. 리버풀 시의 웨스트 더비에 있는 멜우드는 리버풀이 1950년대부터 훈련장으로 이용된 곳이다. 커크비에 있는 리버풀 2군과 유소년 아카데미 훈련장과는 연관되지 않는 곳이다. 멜우드 훈련장은 이전에는 세인트 프랜시스 재비어라는 지역 학교의 소유지였다.

## 서포터
리버풀은 많은 팬들을 보유하고 있으며, 모든 홈 경기들은 거의 매진이 되기도 한다. 현재 시즌 평균 43.984명으로 리그 5위를 기록하고 있고, 97.2%의 관중 동원율을 기록하고 있다. 리버풀 팬들은 종종 그들만의 언어로써 스피온 캅 스탠드를 코파이트(kopites)라고 언급하고 있다.
리버풀 축구 클럽의 주 응원가(anthem)인 You'll Never Walk Alone은 로저스와 해머스타인의 뮤지컬 커로젤에서 따왔다. 리버풀 출신의 가수 게리 & 더 페이스메이커스가 불렀다. 이 노래는 1960년대부터 리버풀 축구 클럽의 주 응원가(anthem)으로서 불리고 있다. 다른 축구단뿐만 아니라 전 세계의 축구 팬들에게 인기가 높다. 1982년 8월 2일 前 감독 빌 섕클리를 기리기 위한 섕클리 게이츠의 제막식이 거행되었는데 이때 섕클리 게이츠의 꼭대기에 이 노래이자 응원가가 장식되었다. 그리고 이 You'll Never Walk Alone은 리버풀의 엠블럼에도 들어가게 된다.
리버풀의 가장 오랜 라이벌 관계에 있는 팀은 같은 리버풀을 연고로 하고 있는 에버턴이며, 이들 간의 경기는 리버풀 시가 속해 있는 머지사이드 주를 따온 머지사이드 더비라고 불린다. 이러한 라이벌 관계의 유래는 리버풀 구단의 창단자이자 안필드의 소유자였던 존 호울딩과 본래 안필드를 쓰고 있었던 에버턴 구단과의 마찰에서부터 성립되기 시작하였다. 종교가 다른 것도 예를 들 수가 있는데 리버풀 팬들은 개신교 신자들이 많다고 하며, 에버턴 팬들은 가톨릭교 신자들이 많다고 한다. 머지사이드 더비는 보통 매진이 되곤 하고 프리미어리그에서 다른 경기들보다 많은 선수들이 퇴장 되기도 한다. 또한 머지사이드 더비는 서포터들을 억지로 격리 시키지 않는 지역 더비중 하나 이기도 하다. 리버풀의 다른 큰 라이벌은 맨체스터를 연고지로 하는 맨체스터 유나이티드이다. 이들 팀들이 라이벌인 주된 이유는 이들 팀들이 연고를 하고 있는 리버풀과 맨체스터가 가까운 도시이고 양 도시를 대표하는 팀들이기 때문이다. 양 팀간 마지막으로 이적한 선수가 1964년 필 치스널이란 선수가 맨체스터 유나이티드에서 리버풀로 이적한 것이 마지막이었을정도로 양 팀의 라이벌 관계는 꽤 치열하다.
리버풀의 서포터들은 두 번의 큰 비극적 사건을 겪기도 했었다. 첫 번째는 39명의 유벤투스 팬들이 사망했던 헤이젤 대참사 대죄이다. 유벤투스 팬들은 리버풀 훌리건들의 공격으로 인해 궁지에 몰려 벽으로 도망쳤고, 벽타고 도망치려다 무너져 버린 것이었다. 이후 UEFA는 리버풀 팬들을 비난하였고, 잉글랜드의 모든 팀들에게 5년간 모든 유럽 대회에 출전금지를 명령하고, 리버풀에게는 별도로 10년으로 명령 하였으나 차후에 6년으로 줄게 되었다. 두 번째 사건은 1989년 FA컵 준결승전, 대 노팅엄 포레스트 전에서 일어난 사건이었는데, 당시 경기장 과다밀집으로 96명의 리버풀 팬들이 사망했었고 이는 힐스보로 참사라고 명명되었다. 영국의 유력 일간지인 더 선은 당시 'The Truth(진실)'란 제목으로 리버풀 팬들이 사망자의 소지품을 빼앗고, 시체에 소변을 보고, 경찰들을 폭행했다고 주장하였다. 그러나 이후 조사 결과 증거가 없는 거짓 정보임이 드러났고, 이는 곧 리버풀 시 전체적인 불매운동에 이르게 된다. 많은 단체들이 힐스보로 참사에 대한 결과를 올바르게 세웠고, 당시의 유족들과 생존자들, 그리고 서포터들이 대표가 되어 '힐스보로 재판 운동'을 벌여 1989년 4월 15일, 셰필드에서 죽어간 96명의 리버풀 팬들을 위해 재판 운동을 벌였다.

## 경영권과 재정
미국인 조지 질레트와 탐 힉스는 2007년 2월 6일, 前 구단주 데이빗 무어스로부터 팀을 인수해 새 구단주가 되었다. 총 2억1890만 파운드(한화 약 4천억원)를 지불하고, 인수하였다. 질레트와 힉스 구단주는 1억7410만파운드의 팀 지분과 4480만 파운드의 팀의 기존 채무를 떠안은 것이다. 현재 질레트와 힉스 구단주 사이에 불화가 나돌아 팬들의 지지가 부족한 상태이며, 두 구단주가 리버풀을 인수하기 전에 역시 관심을 보이고 있었던 두바이 인터내셔널 캐피탈(DIC)과의 매각 루머가 현재 나오고 있다. 또한 리버풀 서포터즈 그룹도 구단 인수에 관심을 표명한 상태이다. 그들은 10만 명의 팬들이 주주가 되어 1인당 5천 파운드씩 총 5억 파운드를 팀에 기부하겠다는 뜻을 제안한 상태이다. 그러나 리버풀 서포터즈 그룹이 제시한 금액은 팀의 요구에 미치지 못하고 있다.
2008년 4월, 미국의 경제 미디어 포브스에서는 맨체스터 유나이티드, 레알 마드리드, 아스널에 이어 리버풀을 세계에서 가장 가치있는 축구 클럽중 4위로 올려놓았다. 리버풀은 채무를 포함해 1억 달러(6억 5백 유로)가치를 평가 받았다. 미국의 회계법인 회사 델로이트는 세계 축구클럽들의 수입을 환산해 평가하는 2008 델로이트 풋볼 머니 리그에서 리버풀을 8위에 올려놓았다. 2006 - 07 시즌, 1339천만 유로 수입으로 10위를 기록했던 것과 비교해 오른 것이었다.
그 후 2010년, 리버풀 이사회는 미국의 뉴잉글랜드 스포츠벤처(NESV)에 구단을 매각하기로 했고, NESV 소속 펜웨이 스포츠 그룹(FSG)의 존 헨리가 구단주가 되어 현재까지 이어지고 있다.

## 대중 문화에서의 리버풀
잉글랜드 축구에서 가장 성공적인 팀 중 하나인 리버풀은 영국 문화에서 축구를 묘사할 때 종종 특징적으로 삼기도 했었고 미디어에 처음으로 나오기도 했었다. 리버풀은 BBC의 매치 오브 더 데이의 첫 방송에서 1964년 8월 22일, 안필드에서 벌어진 아스널과의 경기가 하이라이트로 방송이 되었다. 또한 리버풀은 웨스트 햄과의 경기에서 컬러 TV 방송으로 처음 생중계가 되기도 하였다.
영국의 락 밴드인 핑크 플로이드가 부른 피어리스(Fearless)에는 리버풀 팬들의 응원가인 You'll Never Walk Alone을 부르는 리버풀 팬들이 나오기도 한다. 리버풀은 1988년, '안필드 랩(Anfield Rap)'이란 랩을 발표하게 된다. 이 랩은 1988년 FA컵 결승전, 윔블던 FC와의 경기에서 존 반스가 다른 선수들과 같이 부르게 되었다.
1996년, 리버풀 출신의 텔레비전 작가인 지미 맥고번에 의해 힐스보로 참사가 다큐멘터리 드라마로 제작되게 된다. 각본에 짜여진 이야기긴 하지만 드라마 닥터 후의 아홉 번째 닥터로 출연하기도 했었던 크리스토퍼 에클레스턴이 트레버 힉스역으로 출연을 하였는데, 힉스는 그때의 참사로 십대의 두 딸을 잃게 되고, 안전한 경기장을 위한 운동을 벌이면서 힐스보로 유족 지원 모임에 도움을 주는 인물로 묘사된다. 또한 리버풀은 리버풀 시를 주 배경으로 찍은 새뮤얼 잭슨의 영화 51번째 주(The 51st State)에도 나온다. 전 암살자인 펠릭스 드수자(로버트 칼라일)가 욕심 많은 리버풀의 팬으로 나오며, 영화의 마지막 장면을 리버풀과 맨체스터 유나이티드 경기 때 찍게 된다.
또한 리버풀은 스컬리라는 어린이 쇼에도 나오게 되는데, 프랜시스 스컬리라는 어린 소년을 중심으로 '어떤 팀이 리버풀을 이기려 하는가?'라고 하는 토론이 벌어졌었다. 이 방송에는 당시 리버풀의 걸출한 스타였던 케니 달글리시가 나왔었다.(이 방송은 1984년 방영되었던 쇼로서 달글리시가 선수겸 감독직을 맡았던 것은 85년도 헤이젤 참사 뒤부터였다.)

## 통계와 기록들
리버풀의 랭커셔 리그에서의 첫 상대는 하이어 월턴(Higher Walton)이란 팀이었는데 무려 8-0의 대승을 거두게 된다. 리버풀 통산 최다 출장 경기는 1958 - 78 시즌 동안 무려 857경기나 출장한 이언 캘러건이란 선수가 갖고 있으며, 리그 출장 횟수도 640경기로 역시 기록을 갖고 있다. 현재 리버풀에서 가장 많은 출장 경기수를 보유한 선수는 제이미 캐러거이며 그는 2008년 초에 500경기 달성을 기록한 바 있다.
리버풀의 통산 최다 골 득점자는 이언 러시인데 1980년부터 87년, 88년부터 96년까지 346골을 기록하고 있다. 이 이언 러시라는 선수는 1983 - 84시즌 47골로 한 시즌 최다 골 득점자로 기록되어 있다. 그러나 그의 리버풀 선수생활 동안 러시는 로저 헌트가 기록한 245개 리그 골을 1970년 이후에는 넘어서지 못했다. 1961 - 62시즌, 로저 헌트는 41개의 리그 골로 리버풀의 한 시즌 리그 최다 득점자로 기록되어 있다. 고든 호지슨은 240골로 통산 3위 랭크되어 있고, 17개의 해트 트릭으로써 리버풀의 기록을 보유하고 있다. 한 경기에서 가장 많은 골을 기록한 개수는 5골이며 이언 러시, 존 밀러, 앤디 맥귀건, 존 에반스 그리고 로비 파울러가 이 기록을 보유하고 있다. 또한 파울러는 1994 -95시즌, 아스널 전에서 4분 32초 만에 해트 트릭을 기록해 리버풀과 분데스리그의 기록을 갖고 있다. 스티븐 제라드는 리버풀 통산 유럽 대회에서 30골을 기록하고 있어 이 부문에 팀내 기록을 갖고 있다.
리버풀의 가장 큰 점수차 승리는 1974년, 노르웨이의 스트롬스고젯 IF이란 팀에게 거둔 11-0의 스코어다. 리그에서 가장 큰 점수차 승리는 1896년, 로더럼 타운과의 10-1 스코어이다. 이런 9점차의 승리는 1989년, 안필드에서 크리스털 팰리스에게 거둔 9-0 스코어도 있다. 리버풀의 가장 큰 점수차 패배는 1954년, 버밍엄 시티에게 당한 1-9 스코어이다. 한편, 챔피언스리그에서 거둔 가장 큰 점수차 승리는 8-0 스코어의 베식타스 JK전이다.
리버풀은 잉글랜드 프로축구 1부리그 통산 19번의 우승을 기록했으며, 8번의 FA컵 우승과 10번의 리그 컵 우승, 16번의 FA 커뮤니티 실드 우승이 있다. 리버풀은 1984년과 2001년, 정식 트레블이라 불리기엔 좀 특이한 트레블 경력을 가지고 있다. 트레블은 리그/챔피언스 리그/소속 축구협회 컵(잉글랜드의 경우 FA컵)을 우승해야 정식으로 인정받는데, 리버풀의 경우 1984년은 리그/챔피언스 리그/리그 컵 대회에서 우승했고, 2001년엔 리그 컵/유로파 리그/FA 컵 대회에서 우승했다.
리버풀은 UEFA 챔피언스리그에서 통산 6번의 우승을 차지하여 잉글랜드 클럽 중 최다 기록을 갖고 있는데, 유럽 전역을 통틀어서 레알 마드리드 CF와 AC 밀란만이 리버풀보다 더 많은 우승 횟수를 가지고 있다. 리버풀은 2005년에 5번째 챔피언스 리그 우승을 이뤄내며 UEFA 명예의 뱃지 착용 자격을 얻음과 동시에 챔피언스 리그 우승컵을 영구 소장할 수 있게 되었다. 이는 잉글랜드에서는 최초이자 유일한 일이며 유럽의 수많은 축구 클럽 중 리버풀을 제외하고 영예의 배지를 착용할 수 있는 팀은 레알 마드리드, AFC 아약스, FC 바이에른 뮌헨, AC 밀란, FC 바르셀로나 다섯 팀뿐이다. UEFA컵은 통산 3번의 우승을 기록하며 유벤투스 FC와 FC 인테르나치오날레 밀라노와 동률을 기록하고 있다. 이 밖에 4번의 UEFA 슈퍼컵 우승과 1번의 FIFA 클럽 월드컵 우승 경력도 보유하고 있다.

## 선수단

### 현재 선수 명단
참고: FIFA 자격 규정에 따라 소속된 국가대표팀 국기를 표시합니다. 선수는 복수의 FIFA 비회원국 국적을 가지고 있을 수 있습니다.
| 번호 | 포지션 | 국적     | 이름                     |
| ---- | ------ | -------- | ------------------------ |
| 1    | GK     |          | 알리송 베케르 (4주장)    |
| 2    | DF     | 잉글랜드 | 조 고메즈                |
| 3    | MF     |          | 엔도 와타루              |
| 4    | DF     |          | 버질 판 데이크 (주장)    |
| 5    | DF     |          | 이브라히마 코나테        |
| 7    | FW     | 콜롬비아 | 루이스 디아스            |
| 8    | MF     |          | 소보슬러이 도미니크      |
| 9    | FW     | 우루과이 | 다르윈 누녜스            |
| 10   | MF     |          | 알렉시스 마크 알리스테르 |
| 11   | FW     | 이집트   | 모하메드 살라            |
| 14   | FW     |          | 페데리코 키에사          |
| 17   | MF     | 잉글랜드 | 커티스 존스              |

| 번호 | 포지션 | 국적       | 이름                    |
| ---- | ------ | ---------- | ----------------------- |
| 18   | FW     |            | 코디 학포               |
| 19   | MF     | 잉글랜드   | 하비 엘리엇             |
| 21   | DF     |            | 코스타스 치미카스       |
| 26   | DF     | 스코틀랜드 | 앤드루 로버트슨 (3주장) |
| 38   | MF     |            | 라이언 흐라번베르흐     |
| 56   | GK     | 체코       | 비테슬라프 야로시       |
| 62   | GK     | 아일랜드   | 퀴빈 켈러허             |
| 78   | DF     | 잉글랜드   | 자렐 콴사               |
| 84   | DF     | 북아일랜드 | 코너 브래들리           |

### 임대 선수 명단
참고: FIFA 자격 규정에 따라 소속된 국가대표팀 국기를 표시합니다. 선수는 복수의 FIFA 비회원국 국적을 가지고 있을 수 있습니다.
| 번호 | 포지션 | 국적       | 이름                                         |
| ---- | ------ | ---------- | -------------------------------------------- |
| 22   | DF     | 스코틀랜드 | 캘빈 램지 (위건 애슬레틱으로 임대)           |
| 43   | MF     |            | 스테판 바이체티치 (레드불 잘츠부르크로 임대) |
| 45   | GK     |            | 마르셀루 피탈루가 (리빙스턴으로 임대)        |

| 번호 | 포지션 | 국적       | 이름                                 |
| ---- | ------ | ---------- | ------------------------------------ |
| 46   | DF     | 잉글랜드   | 리스 윌리엄스 (모컴으로 임대)        |
| 47   | DF     | 잉글랜드   | 너새니얼 필립스 (더비 카운티로 임대) |
| 50   | FW     | 스코틀랜드 | 벤 도크 (미들즈브러로 임대)          |

### 아카데미 선수 명단
1군에 등록된 유스 명단
참고: FIFA 자격 규정에 따라 소속된 국가대표팀 국기를 표시합니다. 선수는 복수의 FIFA 비회원국 국적을 가지고 있을 수 있습니다.
| 번호 | 포지션 | 국적 | 이름 |
| ---- | ------ | ---- | ---- |

| 번호 | 포지션 | 국적 | 이름 |
| ---- | ------ | ---- | ---- |

### 영구 결번
참고: FIFA 자격 규정에 따라 소속된 국가대표팀 국기를 표시합니다. 선수는 복수의 FIFA 비회원국 국적을 가지고 있을 수 있습니다.
| 번호 | 포지션 | 국적     | 이름                               |
| ---- | ------ | -------- | ---------------------------------- |
| 20   | FW     | 포르투갈 | 디오구 조타 (사후 명예, 2020–2025) |

### 리버풀 출신 잉글랜드 축구 국가대표팀 선수
진한 글씨는 현재 리버풀 FC에서 뛰는 선수들이다.

메이저 대회에 (FIFA 월드컵, UEFA 유럽 축구 선수권 대회) 출전했던 선수들로만 작성하였다.

- 로저 헌트 (1958-1969)
- 엠린 휴스 (1967-1979)
- 케빈 키건 (1971-1977)
- 피터 비어슬리 (1987-1991)
- 존 반스 (1987-1997)
- 스티브 맥매너먼 (1990-1999)
- 제이미 레드냅 (1991-2002)
- 데이비드 제임스 (1992-1999)
- 로비 파울러 (1993-2001, 2006-2007)
- 마이클 오언 (1996-2004)
- 제이미 캐러거 (1996-2013)
- 스티븐 제라드 (1998-2015)
- 스티븐 워녹 (1998-2007)
- 에밀 헤스키 (2000-2004)
- 피터 크라우치 (2005-2008)
- 마틴 켈리 (2007-2014)
- 글렌 존슨 (2009-2015)
- 조 콜 (2010-2013)
- 앤디 캐럴 (2011-2013)
- 스튜어트 다우닝 (2011-2013)
- 조던 헨더슨(2011-2023)
- 라힘 스털링 (2012-2015)
- 대니얼 스터리지 (2013-2019)
- 리키 램버트 (2014-2015)
- 애덤 럴라나 (2014-2020)
- 너새니얼 클라인 (2015-2020)
- 제임스 밀너 (2015-2023)
- 조 고메즈 (2015- )
- 트렌트 알렉산더아널드 (2016-2025)
- 앨릭스 옥슬레이드체임벌린 (2017-2023)

## 스태프
- 감독: 아르너 슬로트
- 수석 코치:
- 체력 코치:
- 상대 분석:
- 1군 골키퍼 코치:
- 의료 부문 총괄:
- 피트니스 회복 코치:
- 체력 및 회복 훈련 보조:
- 물리 치료사:
- 마사지사:
- 용품 매니지먼트:
- 영양사:

## 역대 감독
| 감독          | 임기        |
| ------------- | ----------- |
| 그레임 수네스 | 1991 ~ 1994 |
| 로이 호지슨   | 2010 ~ 2011 |
| 아르너 슬로트 | 2024 ~      |

## 우승 기록

### 국내 대회
- 프리미어리그

● 우승(20): 1900-01, 1905-06, 1921-22, 1922-23, 1946-47, 1963-64, 1965-66, 1972-73, 1975-76, 1976-77, 1978-79, 1979-80, 1981-82, 1982-83, 1983-84, 1985-86, 1987-88, 1989-90, 2019-20, 2024-25
● 준우승 (15): 1898-99, 1909-10, 1968-69, 1973-74, 1974-75, 1977-78, 1984-85, 1986-87, 1988-89, 1990-91, 2001-02, 2008-09, 2013-14, 2018-19, 2021-22
- EFL 챔피언십[리그 1]

● 우승 (4): 1893-94, 1895-96, 1904-05, 1961-62
- FA컵

● 우승 (8): 1964-65, 1973-74, 1985-86, 1988-89, 1991-92, 2000-01, 2005-06, 2021-22
● 준우승 (7): 1913-14, 1949-50, 1970-71, 1976-77, 1987-88, 1995-96, 2011-12
- EFL컵

● 우승 (10, 최다 기록): 1980-81, 1981-82, 1982-83, 1983-84, 1994-95, 2000-01, 2002-03, 2011-12, 2021-22, 2023-24
● 준우승 (4): 1977-78, 1986-87, 2004-05, 2015-16
- FA 커뮤니티 실드

● 우승 (16): 1964*, 1965*, 1966, 1974*, 1976, 1977*, 1979, 1980, 1982, 1986*, 1988, 1989, 1990*, 2001, 2006, 2022
● 준우승 (12): 1922, 1965, 1971, 1977, 1983, 1984, 1986, 1992, 2002, 2019, 2020, 2025

### 국제 대회

#### 유럽 대회
- UEFA 챔피언스리그

● 우승 (6): 1976-77, 1977-78, 1980-81, 1983-84, 2004-05, 2018-19
● 준우승 (4): 1984-85, 2006-07, 2017-18, 2021-22
- UEFA 유로파리그

● 우승 (3): 1972-73, 1975-76, 2000-01
● 준우승 (1): 2015-16
- UEFA 슈퍼컵

● 우승 (4): 1977, 2001, 2005, 2019
● 준우승 (2): 1978, 1984
- UEFA 컵위너스컵

● 준우승 (1): 1965-66

#### 세계 대회
- FIFA 클럽 월드컵

● 우승 (1) 2019
● 준우승 (1): 2005
- 인터콘티넨털컵

● 준우승 (2): 1981, 1984